# Скварчоне, Франческо
Франческо Скварчоне (итал.  Francesco Squarcione, 1397, Падуя — ок. 1470, Падуя) — итальянский живописец эпохи Возрождения. Один из основателей падуанской школы живописи. Учитель Андреа Мантеньи.

## Биография
Сын нотариуса Джованни Скварчоне, Франческо упоминается в документах от 1419 и 1423 года как «портной и вышивальщик». В 1418 году он женился на своей первой жене Франческе, дочери красильщика шерсти Бартоломео даи Осеи, который около 1422 года позаботился о покупке дома в районе Понтекорво в Падуе, в котором и расположилась мастерская художника (Studium Pontecorvo). Со временем она стала настолько известной и процветающей, что в 1440 году хозяин был вынужден увеличить её площадь, купив соседнее здание, принадлежавшее доктору Франческо дельи Энглески. В отчете об оценке 1443 года сам Скварчоне заявил, что он «построил один из этих двух домов, в которых жил со своими страстями и учениками».
О том, как проходили его ученические годы, ничего не известно, однако в нескольких его произведениях находят влияние фра Филиппо Липпи, Донателло и Антонио Виварини. Предполагается, что около 1420 года он совершил путешествие в Грецию (так писал историк XVI века Бернардино Скардеоне). С именем Скварчоне связывают два произведения, находящиеся в Берлине и Падуе, обе картины были написаны по заказу представителей семьи Ладзаро. Скварчоне скончался в Падуе между 21 мая 1468 года, когда он продиктовал свое завещание, и июлем 1472 года.

## Мастерская и ученики
Франческо Скварчоне работал в основном в Падуе, где руководил мастерской с большим количеством учеников. По утверждению Луиджи Ланци, в историю искусства этот художник вошёл прежде всего не как живописец, а как «лучший учитель» художников, «давший основу, из которой все они вышли».
Обучение в мастерской было в духе времени и весьма своеобразным. В обмен на проживание и питание Скварчоне требовал от учеников выполнения множества обязанностей, включающих не только вспомогательные живописные, но и хозяйственные работы по обслуживанию дома. Отношение к наиболее способным ученикам было особым. Скварчоне умело пользовался своим положением главы мастерской. С самыми талантливыми учениками он заключал сложные и выгодные для себя контракты, предусматривающие усыновления и длительное сотрудничество. К примеру, Андреа Мантенья был зачислен в ученики между 1441 и 1445 годами как «сын живописца». Очевидно, Скварчоне уловил необычайные таланты мальчика и, ещё не имея потомства, решил усыновить его (акт об усыновлении от 24 мая 1455 года), дабы заодно обеспечить себя ещё и даровыми услугами. Первый и единственный родной сын Скварчоне по имени Бернардино, рождённый его второй женой, проявил склонность к религиозной жизни и, следовательно, был неспособен продолжить дело отца. По этой причине Скварчоне решил в 1466 году усыновить третьего ученика, а именно сироту Джованни Вендрамина, которому суждено было сделать блестящую карьеру просветителя. Другие известные ученики Скварчоне: Никколо Пиццоло, Марко Дзоппо, Карло Кривелли, Джорджо Скьявоне, Козимо Тура, Винченцо Фоппа. Бернардино Скардеоне сообщал о 137 учениках Скварчоне.
Падуанский мастер собрал в своей мастерской большую коллекцию гипсовых слепков с античных статуй и рельефов, а также рисунки разных художников. Ученики рисовали с гипсовых слепков и копировали рисунки. По сообщению Джорджо Вазари («Жизнеописания наиболее знаменитых живописцев, ваятелей и зодчих», 1550) Скварчоне собрал «гипсовые слепки античных статуй и картины на холстах, которые прибыли из разных мест, в частности из Тосканы и Рима».

## Падуанская школа и «скварчонизм»
Франческо Скварчоне является одним из основателей падуанской школы живописи, его значение можно сравнить с ролью флорентийца Донателло для падуанской скульптуры. Он сумел соединить новые тенденции одухотворённости образов и пластичности изобразительной формы, возникавшие в его время под воздействием античного искусства, и местные традиции искусства интернациональной готики. Живописная манера Скварчоне, типичная для падуанских и венецианских живописцев периода кватроченто, характерная графичностью, чёткостью контуров, локальностью цветовых отношений и экспрессивностью жестов, золотым фоном и орнаментацией деталей, получила в истории итальянского искусства характерное название «скварчонизма» (squarcionismo). Но наиболее яркое воплощение «скварчонизм» получил, конечно, в творчестве его лучшего ученика Андреа Мантеньи.	

## Галерея

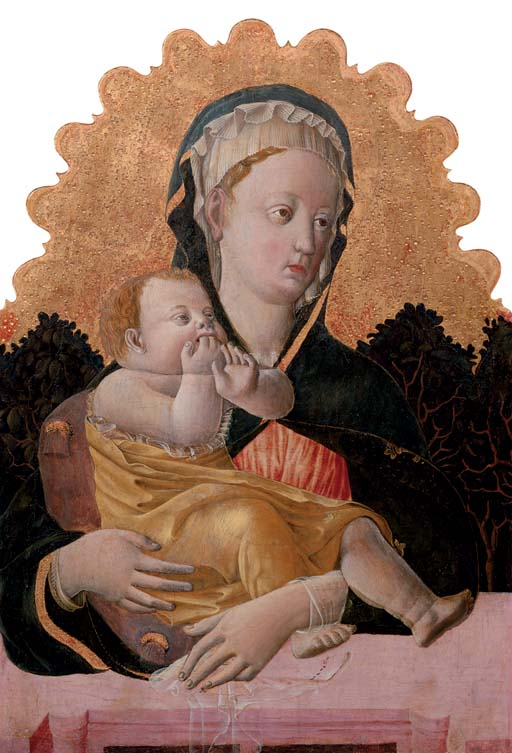
Мадонна с Младенцем. Боннефантенмузеум, Маастрихт
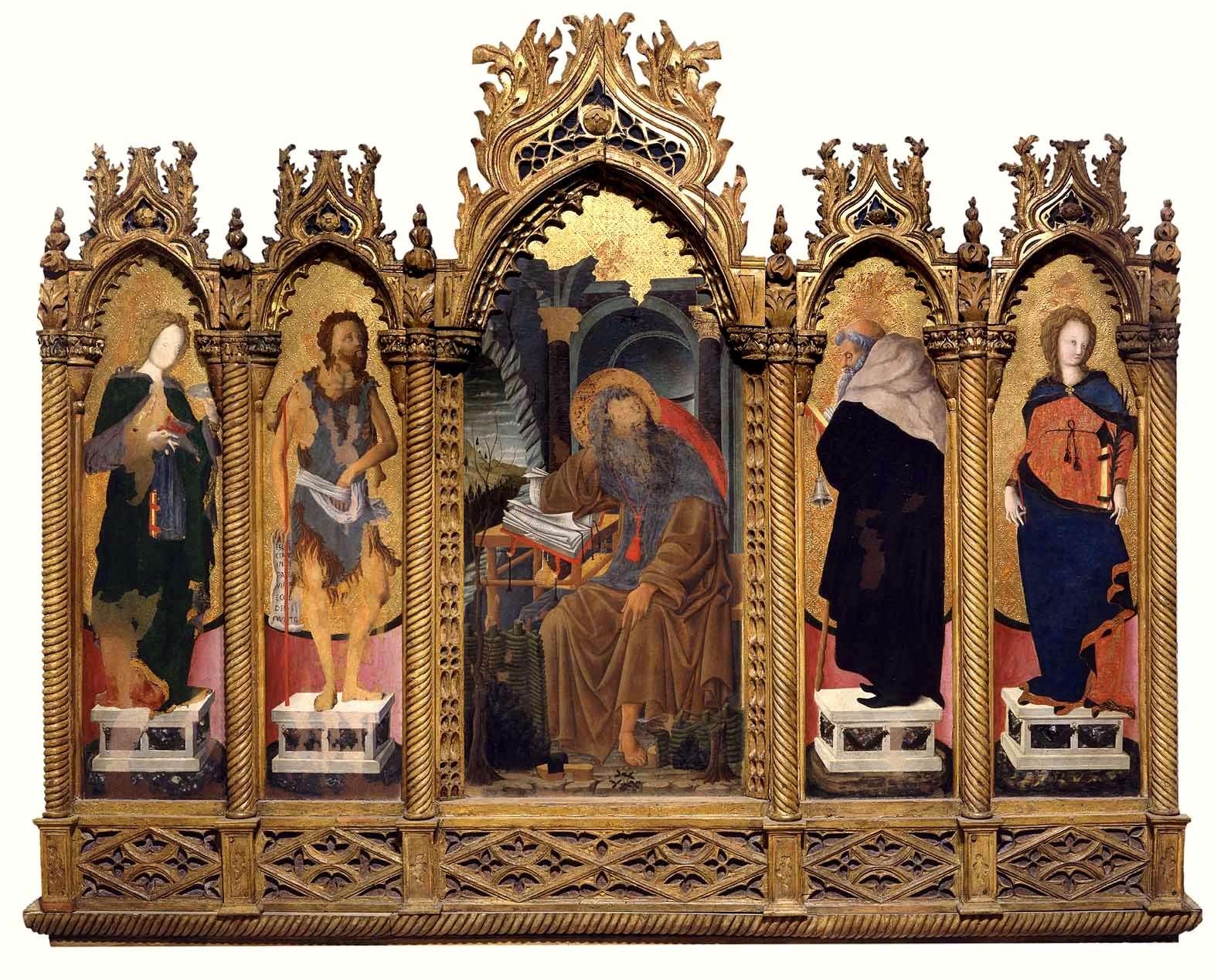
Полиптих Лазаря. 1449. Муниципальный музей, Падуя
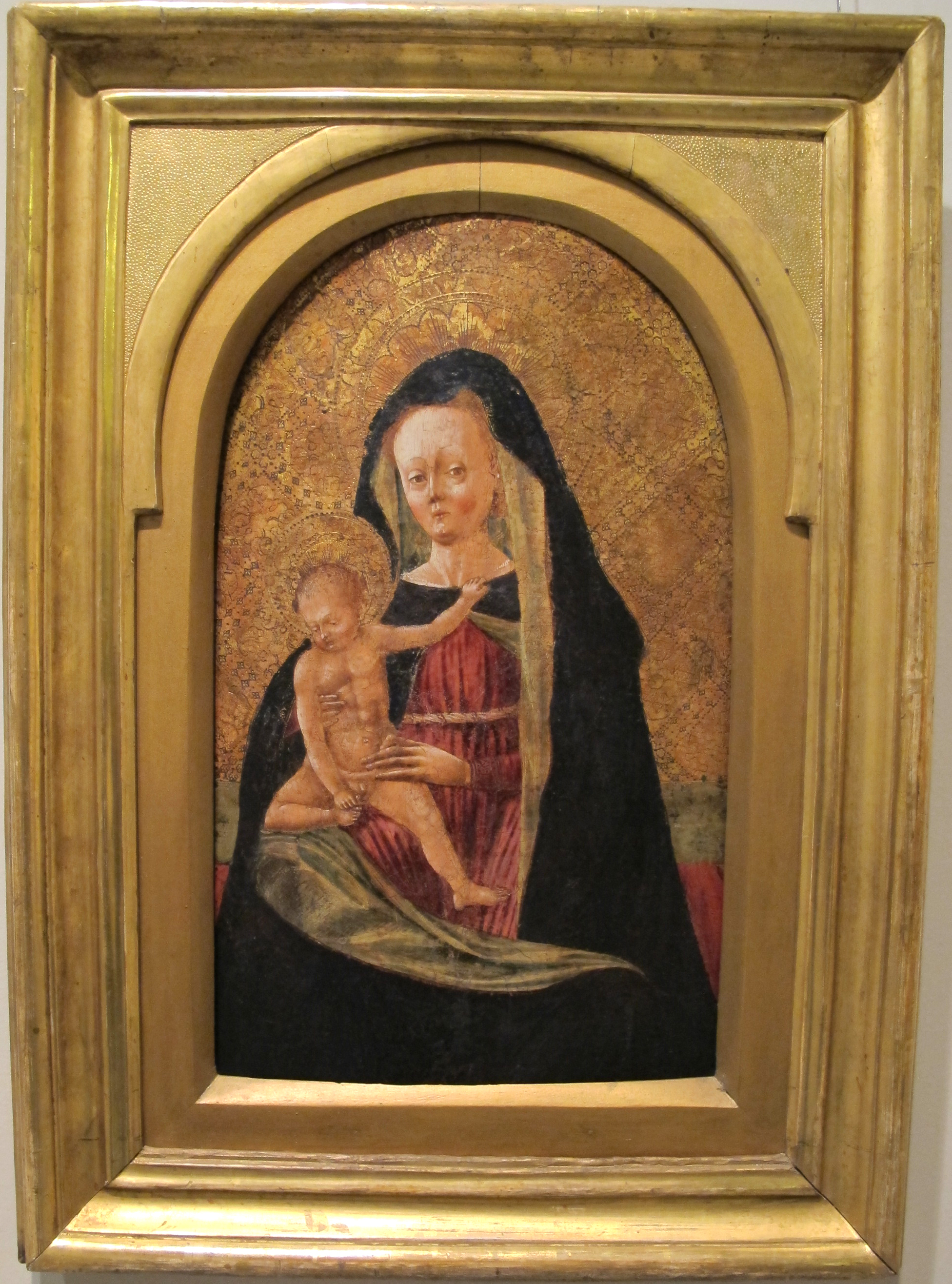
Мадонна с Младенцем. Национальный музей искусств Румынии, Бухарест
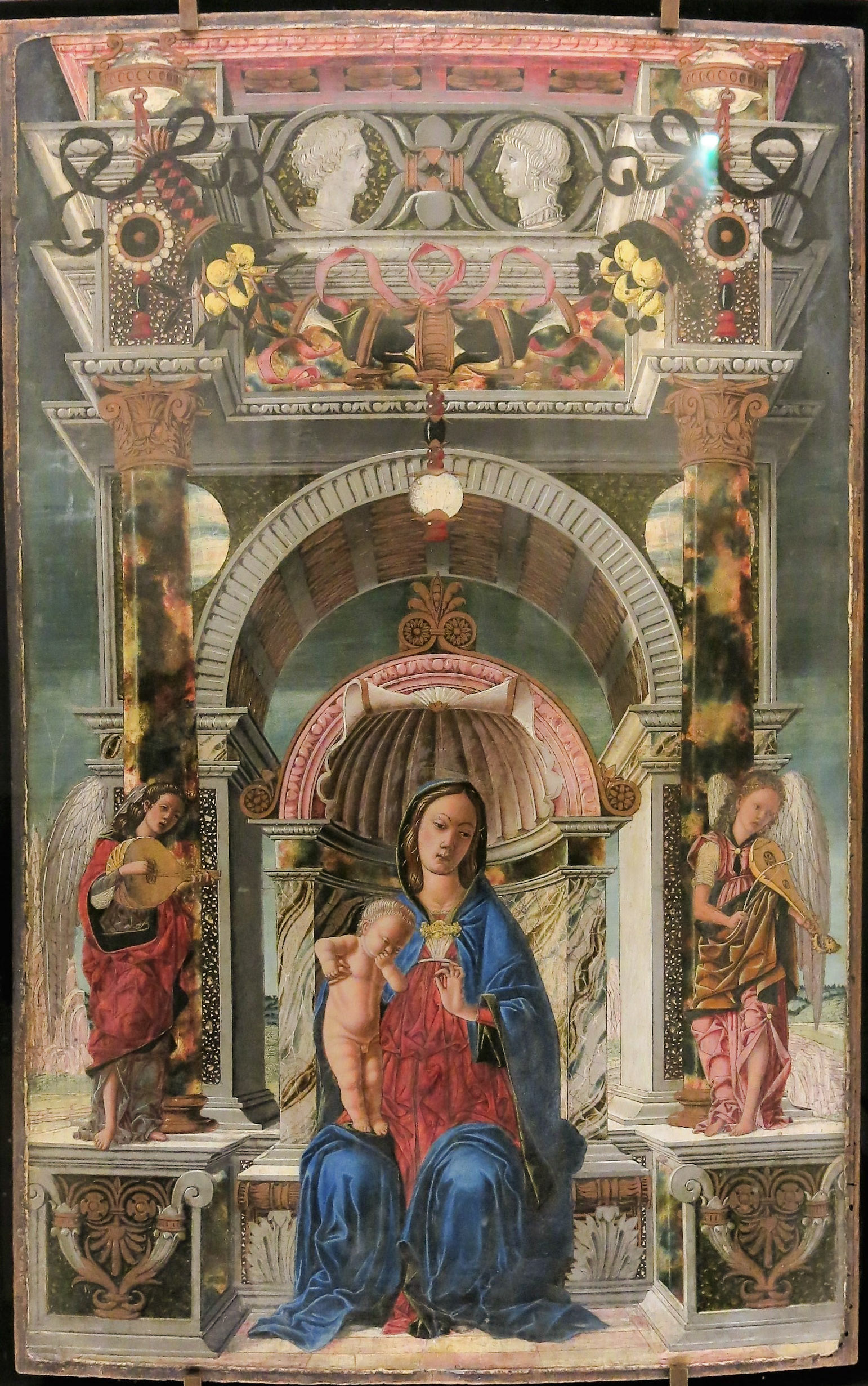
Дева Мария и музицирующие ангелы (приписывается Скварчоне или Мантенье). Ок. 1470 г. Лувр, Париж
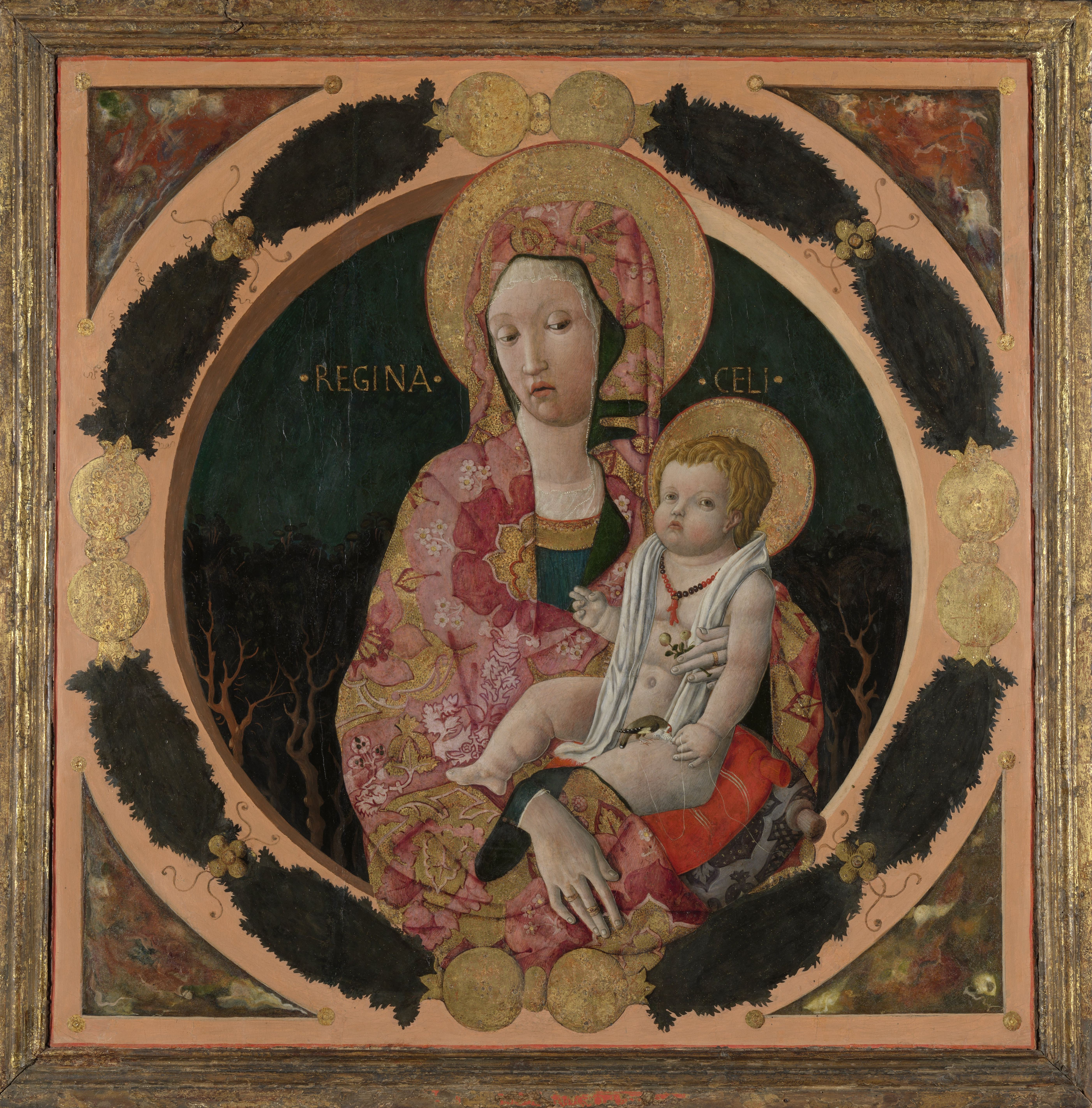
Мадонна с Младенцем. Ок. 1445 г. Рейксмюсеум, Амстердам